# Vysoké Mýto
Vysoké Mýto (Duits: Hohenmauth; Latijns: Alta Muta) is een Tsjechische stad in de regio Pardubice en maakt deel uit van het district Ústí nad Orlicí. Het is een van de oudste, en daarnaast ook de zesde grootste, stad van de regio.
Vysoké Mýto telt 12.267 inwoners.

## Geografie
Vysoké Mýto ligt aan de Loučnárivier (Duits: Lautschna).
Twee kilometer ten noordoosten van de stad ligt het natuurreservaat U Vinic - een overblijfsel van de oorspronkelijke met water doordrenkte weiden met vele bedreigde plantensoorten.

### Stadsdelen
De stad bestaat uit de volgende stadsdelen:
- Vysoké Mýto-Stad (het stadscentrum);
- Choceňské Předměstí, met daarin de wijken/buurten Bžundov, Dráby (deels), Jangelec, Lipová, Na Vinicích, Na Krétě, Na plese, Průhony, Visnarov, Spálenec en Pekárka, Sárovec en Soukenická Valcha;
- Litomyšlské Předměstí, met daarin de wijken/buurten Blahov, Dráby (deels), Družba, Kaplanka, Lipová, Peklovce (deels), Průhony, Voštice/Harta, Zahrádky en Zdonín;
- Pražské Předměstí, met daarin de wijken/buurten Družba, Na Vrchách, Koryta, Peklovce (deels) en Václavka.

Verder behoren de volgende plaatsen (districten) tot de gemeente:
- Brteč;
- Domoradice;
- Knířov;
- Servácov;
- Pod Hájkem;
- Lhůta;
- Svařeň;
- Sítinka;
- Vanice;
- Feliska.

## Geschiedenis
De stad is gesticht op de plaats van een oudere nederzetting. De naam wijst op een koninklijke stichting, want alleen de vorst was gemachtigd tol te heffen. In opdracht van Koning Ottokar II van Bohemen ontwierp plaatsbepaler Kondrád van Limberk (Cun(d)radus de Lewendorf/Con(d)rad von Lewendorf), die kolonisten uit Noord-Duitsland meebracht, de huidige stad in dezelfde stedenbouwkundige stijl als de latere stad Polička. De stad floreerde dankzij de weg die van Midden-Bohemen naar de Moravische centra voerde. De stad werd versterkt door een geleidelijk opgebouwde dubbele ring van massieve stenen muren met 25 bastions en drie poorten, versterkt door uitspringende bruggeschansen. De precieze datum van de stichting ontbreekt echter. De eerste velmelding is te vinden in het stichtingsverdrag van de stad Polička van 27 augustus 1265, waarin wordt verwezen naar het bestaan van Vysoké Mýto.
In 1307 maakte de Tsjechische koning Rudolf van Habsburg van Vysoké Mýto een stad voor Tsjechische koninginnen. Hij koos voor zijn vrouw Eliška Rejčka vijf steden uit, die moesten bijdragen tot het leven van de koninginnen. Naast Vysoké Mýto behoorden ook Polička, Chrudim, Jaroměř en het huidige Hradec Králové tot deze vijf steden. Later kwamen daar de steden Mělník, Dvůr Králové, Nový Bydžov en Trutnov bij. Vysoké Mýto bleef tot in de moderne tijd in het bezit van Tsjechische koninginnen.
De stad kende door de jaren heen perioden van welvaart, waarin zij rijk werd en de bevolking welvarend, maar er waren ook verwoestende branden en invallen van buitenlandse legers. De eerste vermelding van de Sint-Laurenskerk dateert uit 1349. In 1421 werd de stad, na een kort verzet, veroverd door Hussitische troepen van de inwoners van Praag, waarbij veel mensen werden gedood en een deel van de stad in brand werd gestoken. De eerste inventaris van de huizen in de koninklijke steden werd opgemaakt in 1567, waarbij in totaal 380 huizen werden geregistreerd. Vysoké Mýto bleef niet gespaard van rampen: in 1700 brandde de stad volledig af en in 1714 werd zij getroffen door een pestepidemie. De vestingwerken rond de stadspoorten werden in 1808 afgebroken, wat verdere ontwikkeling van de stad ten goede kwam. In 1879 werd een gymnasium gesticht en in 1882 werd de stad aangesloten op het spoorwegnet.
Tussen 1851 en 1959 was het de hoofdstad van het district. Vanaf de tweede helft van de 18e eeuw werd Vysoké Mýto ook de traditionele zetel van een militair garnizoen, dat aan het eind van de 19e en in de 20e eeuw werd uitgebreid. Vanaf 1968 was het de thuishaven van een 5.000 man sterk Sovjet-bezettingsleger dat de stad in veel puin achterliet. Na het vertrek van het leger in 1990 herstelde de stad zich geleidelijk en bloeide op van een grauwe, beschadigde stad tot haar huidige vorm.
De geschiedenis van de stad werd in de 19e eeuw in boeken opgetekend door Alois Vojtěch Šembera (1845) en Hermenegild Jireček (1884), en later door F. Hnát (1934). Laatstgenoemde beschreef voor veel over de stad ten tijde van de Eerste Wereldoorlog. Edita Štěříková beschreef de geschiedenis van de na-Hongaarse periode. Zij vermeldde bijvoorbeeld de levensloop van Tsjechische emigranten in Berlijn in de 18e eeuw. In 2004 publiceerde de stad zelf een uitgebreid boek de stad, zowel over het verleden als het heden.

## Cultuur en sport

### Evenementen
In Vysoké Mýto vindt elk jaar een aantal grote evenementen plaats, waaronder Čermák's Vysoké Mýto-kinderkoorcompetitie, het Sodomkovo Vysoké Mýto-festival, RANDÁLFEST, promenadeconcerten, zomerevenementen in het M-Club-amfitheater, Muziekweek, het Stadsfestival, traditionele beurzen, goededoelenconcerten, het Drumfestival en de nationale sportdag.

### Sport
In Vysoké Mýto zijn diverse sportclubs, waaronder een aantal voetbalclubs, een zwemclub, tennisclub, tafeltennisclub, kanoclub, volleybalclub, autoclub, een schietsportvereniging en een vliegschool. De vliegschool heeft een eigen luchthaven, 3 km buiten de stad, en is jaarlijks van april tot oktober geopend.

## Onderwijs en voorzieningen
In Vysoké Mýto staan diverse scholen, waaronder een aantal basisscholen, middelbare scholen, een gymnasium, een hogere vakschool voor bouwkunde, technische hogeschool, hogeschool voor bedrijfskunde en scholen voor speciaal onderwijs.
In 1839 werd de eerste bibliotheek geopend in een schooltje. Dit bleek al snel een succes, waarna men in 1891 een groot nieuw pand betrok, waar de bibliotheek tot op de dag van vandaag is gehuisvest. De bibliotheek heeft, naast een volwassen afdeling, sinds 1945 ook een grote kinderafdeling. De bibliotheek organiseert veel cursussen en evenementen, zowel voor kinderen als volwassenen.

## Bezienswaardigheden

### Monumentale bomen
Op het grondgebied van Vysoké Mýto staat een aantal monumentale bomen:
- Zwarte den bij het landbouwbedrijf Šnakov;
- Zomereik aan de rand van het bos langs het gemarkeerde wandelpad naar Vinicích;
- Zomerpyramidale eik in het Otmar Vaňornýpark (stamomtrek: 460 cm - geschatte leeftijd: ongeveer 200 jaar[5]);
- Tulpenbloemige lelieboom in de tuin van de kleuterschool in de Slunečnástraat;
- Hartlinde in een veld bij de weg tussen Vysoký Mýto en Vraclav;
- Hartlinde in de Vraclavskástraat, achter de spoorwegovergang;
- In het district Svařeň staan nóg twee beschermde bomen.

## Stedenbanden
Vysoké Mýto heeft stedenbanden met:
- Dolni Tsjiflik, Bulgarije
- Varna, Bulgarije
- Korbach, Duitsland
- Ozorków, Polen
- Pyrzyce, Polen
- Spišská Belá, Slovenië